# ریپابلیکن (آرکانزاس)
ریپابلیکن (به انگلیسی: Republican) یک منطقهٔ مسکونی در ایالات متحده آمریکا است که در آرکانزاس واقع شده‌است. ریپابلیکن ۱۱۴٫۰ متر بالاتر از سطح دریا واقع شده‌است.